# Ornithogalum fimbriatum
Ornithogalum fimbriatum là một loài thực vật có hoa trong họ Măng tây. Loài này được Willd. mô tả khoa học đầu tiên năm 1801.